# Hyparpax venusta
Hyparpax venusta är en fjärilsart som beskrevs av Walker 1865. Hyparpax venusta ingår i släktet Hyparpax och familjen tandspinnare. Inga underarter finns listade i Catalogue of Life.